# Winterton-on-Sea
Winterton-on-Sea – wieś w Anglii, w hrabstwie Norfolk, w dystrykcie Great Yarmouth. Leży 28 km na wschód od Norwich i 183 km na północny wschód od Londynu. Miejscowość liczy 1359 mieszkańców.